# Epiplema detersaria
Epiplema detersaria är en fjärilsart som beskrevs av Walker 1866. Epiplema detersaria ingår i släktet Epiplema och familjen Uraniidae. Inga underarter finns listade i Catalogue of Life.